# Louisburg (North Carolina)
Louisburg is een plaats (town) in de Amerikaanse staat North Carolina, en valt bestuurlijk gezien onder Franklin County.

## Demografie
Bij de volkstelling in 2000 werd het aantal inwoners vastgesteld op 3111.
In 2006 is het aantal inwoners door het United States Census Bureau geschat op 3726, een stijging van 615 (19,8%).

## Geografie
Volgens het United States Census Bureau beslaat de plaats een oppervlakte van
6,1 km², geheel bestaande uit land. Louisburg ligt op ongeveer 67 m boven zeeniveau.

## Plaatsen in de nabije omgeving
De onderstaande figuur toont nabijgelegen plaatsen in een straal van 20 km rond Louisburg.